# Máfico

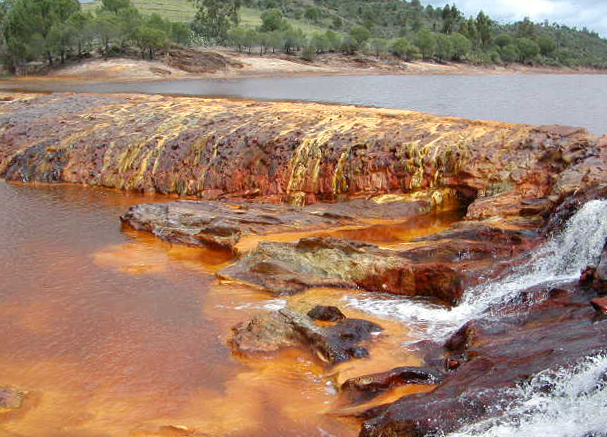
Coloração avermelhadas das águas devido à presença de produtos da oxidação de rochas máficas

Máfico é a designação dada em geologia a qualquer mineral, magma ou rocha ígnea (vulcânica ou intrusiva) que seja comparativamente rico em elementos químicos pesados, nomeadamente em compostos ferromagnesianos, e relativamente pobre em sílica. O vocábulo máfico deriva da aglutinação de magnésio e ferro (magnésio + ferro + sufixo ico), indicando a riqueza em ferro e magnésio desses minerais e rochas. Quando a riqueza em compostos ferromagnesianos é muito grande, os materiais são referidos como ultramáficos.

## Composição e características
Conforme o nome indica, os minerais e rochas máficos são ricos em ferro e magnésio, o que os não impede de por vezes terem elevados teores de compostos de cálcio e sódio. O aumento da concentração de elementos pesados faz-se à custa da diminuição do teor de SiO2, pelo que estes materiais são menos silicatados. Esta pobreza em silicatos leva a que estas rochas sejam por vezes referidas como básicas.
Os materiais máficos são em geral de cor escura (do negro ao verde escuro e ao azul), e densidade superior a 3,0 (ou seja 3 t/m³), o que contribui para a elevada densidade das rochas deste tipo e das respectivas formações, como seja a crusta oceânica.
Os minerais mais comuns que entram na formação das rochas máficas são as olivinas, piroxenas, anfíbolas, biotite e outras micas, augite e, quando a riqueza em cálcio é maior, as plagioclases e feldspatos.
Em termos químicos (e nalguns casos cromáticos) as rochas máficas estão no extremo oposto do espectro em relação às denominadas rochas félsicas.

## Magmas e lavas
Os magmas e lavas máficos, para a mesma temperatura, têm menor viscosidade do que os equivalentes félsicos, em boa parte devido ao seu menor teor em sílica. Assim, em ambientes vulcânicos máficos, o vapor de água e outros materiais voláteis podem mais facilmente ser libertados gradualmente reduzindo em muito a explosividade das erupções.
Assim, os vulcões que emitem materiais máficos são em geral bem menos destrutivos, tendendo a assumir carácter fissural (devido à menor viscosidade) e a produzir lavas muito fluidas que são capazes de criar escoadas de pequena espessura que, quando o relevo permite, percorrem muitos quilómetros a partir do ponto de emissão. Nestas escoadas, devido à fluidez e pobreza em gases, são frequentes os tubos de lava.
Dado que o material que forma a crusta oceânica é fortemente máfico, os vulcões oceânicos e das ilhas oceânicas tendem a emitir lavas máficas (a excepção sendo as erupções pós-caldeira que emitem material refundido das rochas que formavam a estrutura inicial do vulcão). É o caso dos vulcões dos Açores (na fase anterior à formação da respectiva caldeira) e do Hawai.
As rochas máficas mais comuns são o basalto e o gabro. Em termos classificativos, é possível, embora de forma imperfeita, agrupar as rochas máficas mais comuns de acordo com a sua textura e estrutura, da seguinte forma:
| Textura da rocha             | Nome da rocha máfica                |
| Pegmatítica                  | Gabro pegmatítico                   |
| Grão grosseiro (fanerítica)  | Gabro                               |
| Grão grosseiro e porfirítica | Gabro porfirítico                   |
| Grão fino (afanítica)        | Basalto                             |
| Grão fino e porfirítica      | Basalto porfíritico                 |
| Piroclasto                   | Bagacina, tufo basáltico ou brecha  |
| Vesicular                    | Basalto vesicular                   |
| Amigdaloidal                 | Basalto amigdaloidal                |
| Múltiplas pequenas vesículas | Escória ou bagacina                 |
| Vítrea                       | Taquilite, sideromelano, palagonito |

## Solos derivados
Dada a sua riqueza em ferro, as rochas máficas, com destaque para as escórias basálticas, bagacinas e basaltos vesiculares, oxidam rapidamente produzindo óxidos de ferro de cor vermelha ou castanho chocolate. Desta oxidação, por aumento de volume dos minerais, resulta uma rápida desagregação das rochas, produzindo solos de cor avermelhada ou castanho vivo, que quando arrastados pelas águas produzem uma típica coloração avermelhada nos cursos de água.
Nos Açores são muito frequentes as bagacinas avermelhadas, que quando utilizadas como inertes em betões e misturas asfálticas produzem os típicos pavimentos avermelhados comuns naquelas ilhas.